# Макдональд, Эйри
Эйрион Шоней «Эйри» Макдональд (англ. Aarion Shawnae "Aari" McDonald; родилась 20 августа 1998 года, Фресно, Калифорния, США) — американская профессиональная баскетболистка, которая выступает в женской национальной баскетбольной ассоциации за команду «Индиана Фивер». Была выбрана на драфте ВНБА 2021 года в первом раунде под общим третьим номером клубом «Атланта Дрим». Играет на позиции атакующего защитника и разыгрывающего защитника.

## Ранние годы
Эйри родилась 20 августа 1998 года в городе Фресно (штат Калифорния) в семье Аарона и Андреа Макдональд, у неё есть три старших брата, Тре, Энтони и Эй Джей, и две старших сестры, Шинейд и Шейна, училась же немного северо-западнее, в городе Стоктон, в христианской школе Бруксайд, в которой выступала за местную баскетбольную команду.

## Университетская карьера
Пропустив первые семь матчей, Эйри закончила сезон 2016/2017 в команде новичков конференции Pac-12, набирая 9,8 очков за игру (третий результат в команде). В следующем году, сославшись на уход главных звезд, Макдональд перешла в команду Аризонского университета под начало Адии Барнс. Из-за трансферных правил она пропустила сезон 2017/2018, работая на должности скаута.
Уже во втором матче следующего сезона Эйри повторила университетский рекорд по количеству очков за игру (39). Всего же за сезон она набрала 890 очков, побив рекорд своего тренера Барнс, и стала вторым вслед за бывшей партнершей по команде Келси Плам игроком в истории конференции Pac-12, кто набрал 800 очков и 150 передач. По итогам сезона Эйри вошла в символическую и защитную сборные конференции.
В сезоне 2019/2020 пал рекорд университета по количеству очков за игру — Макдональд набрала 44. Помимо второго подряд попадания в символическую и защитную сборные конференции Эйри впервые стала лучшим защищающимся игроком конференции, а также взяла приз имени Энн Майерс-Дрисдейл, вручаемый лучшему атакующему защитнику страны.
В последнем университетском сезоне Макдональд стала игроком года конференции Pac-12 и второй раз подряд лучшим защищающимся игроком. Кроме того, она внесла значительный вклад в исторический поход университета Аризоны за титулом чемпиона НАСС 2020/2021 среди женщин. В решающей игре с университетом Стэнфорда Эйри набрала больше всех очков (22), однако ее «Уайлдкэтс» проиграли с минимальным счетом (53-54).
Эйри Макдональд завершила университетскую карьеру, набирая двузначное количество очков в течение 93 игр подряд.